# Корчаны (Лебединский район)
Корчаны (укр. Корчани) — село,
Калюжненский сельский совет,
Лебединский район,
Сумская область,
Украина.
Код КОАТУУ — 5922983706. Население по переписи 2001 года составляло 59 человек.

## Географическое положение
Село Корчаны находится в 2,5 км от левого берега реки Ольшанка.
Примыкает к селу Ляшки, на расстоянии в 1 км расположены сёла Тригубы и Вершина.
По селу протекает пересыхающий ручей с запрудой.

## Известные уроженцы
- Криницкий, Григорий Александрович (1922—1995) — Герой Социалистического Труда.